# Lupettiana bimini
Lupettiana bimini là một loài nhện trong họ Anyphaenidae.
Loài này thuộc chi Lupettiana. Lupettiana bimini được Antonio D. Brescovit miêu tả năm 1999.